# Cacotherapia
Cacotherapia é um gênero de mariposa pertencente à família Crambidae.